# 五更寮土高炉群
24°35′25″N 117°04′42″E / 24.59028°N 117.07833°E
五更寮土高炉群位于中国福建省南靖县书洋镇上田村五更寮，是1958年大跃进时期大炼钢铁后遗留的建筑。2009年被列为第七批福建省文物保护单位。2013年被列为第七批全国重点文物保护单位。
五更寮土高炉群，现尚存8座，土高炉由红砖砌成，呈圆柱形，高约5米，南北方向排成一字。该地原为五更寮炼铁厂。1958年大跃进时期，该处土高炉一度增至24座；后因钢铁质量差以及交通因素，1960年4月停产；此后土高炉大部拆除，尚余8座。

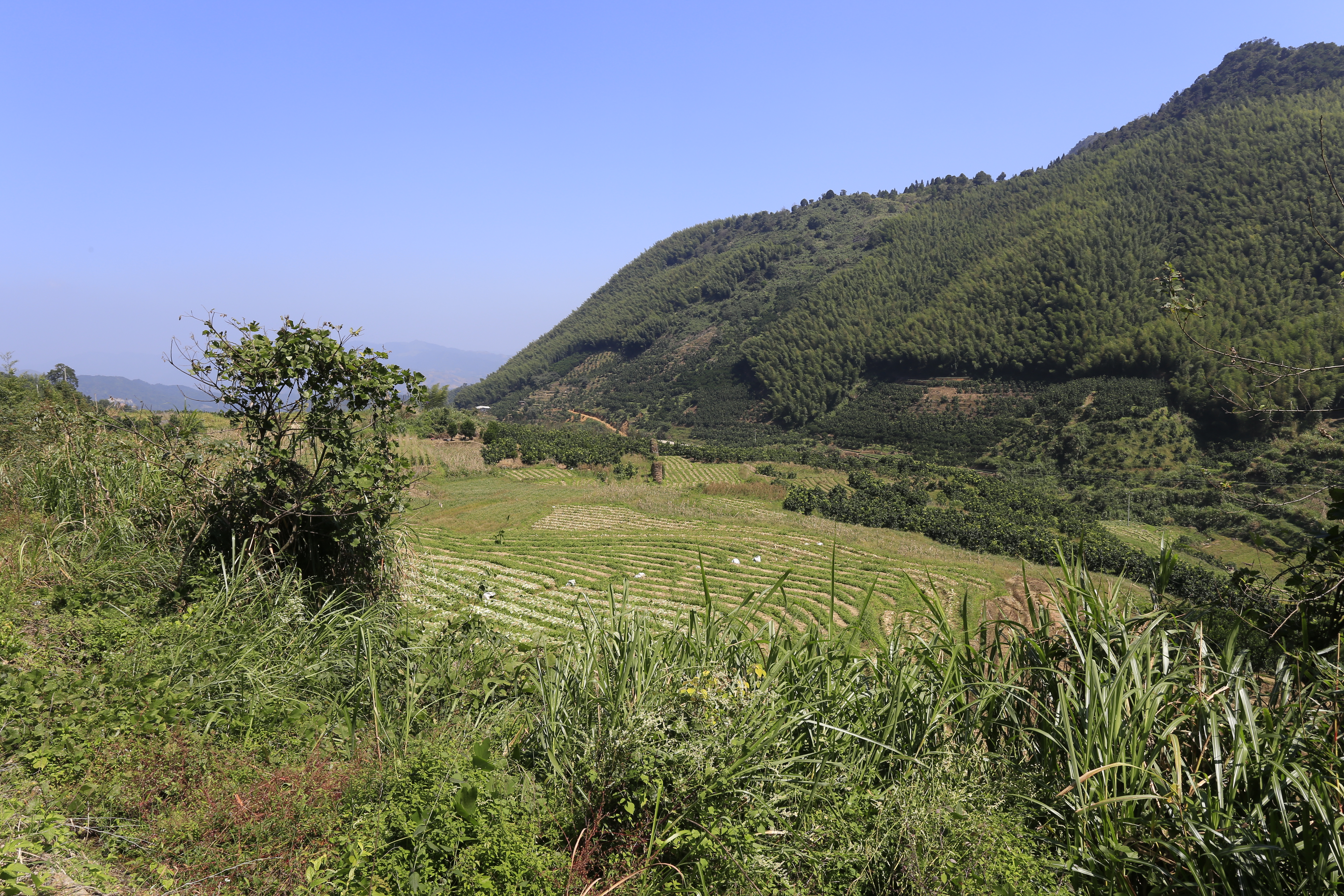
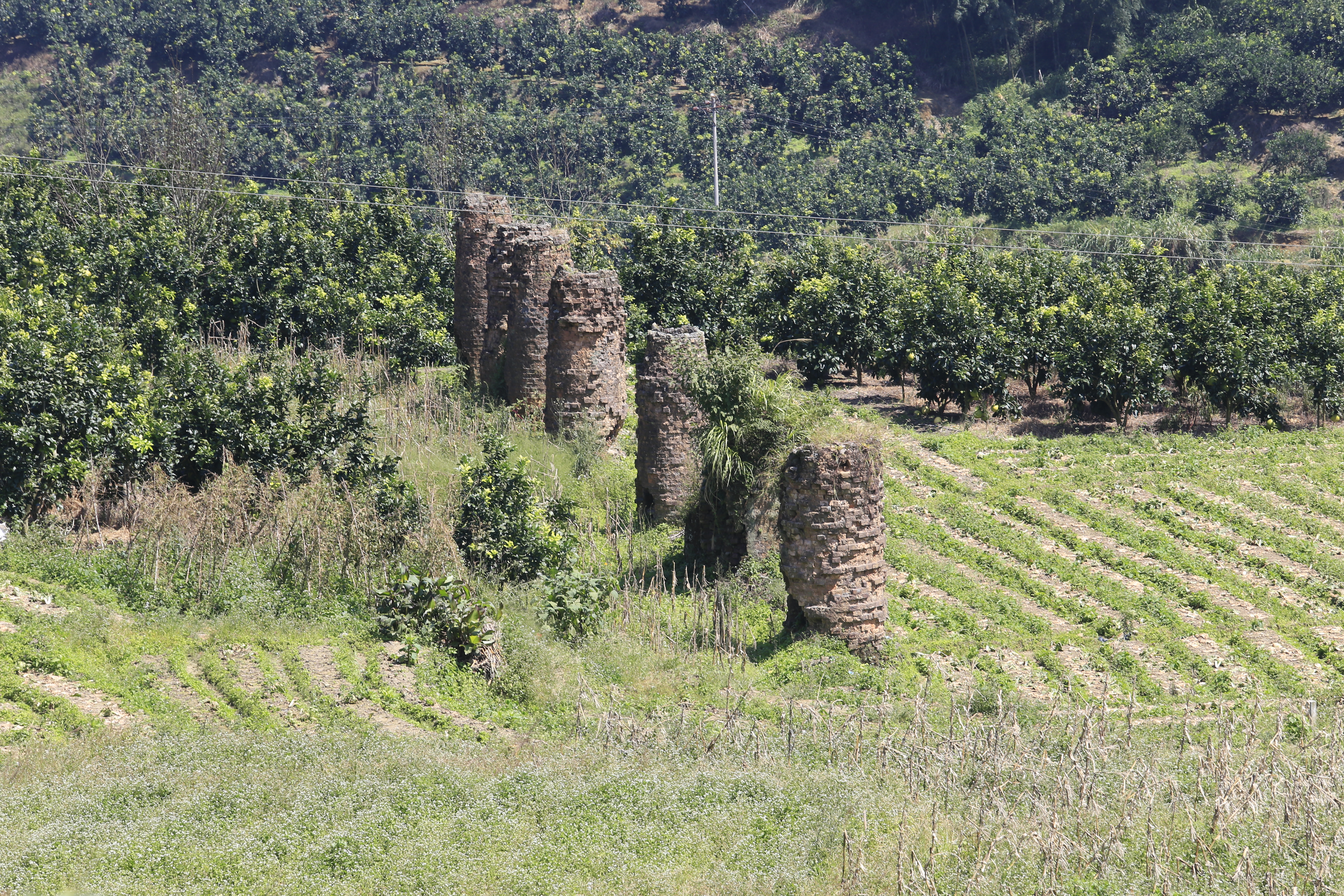
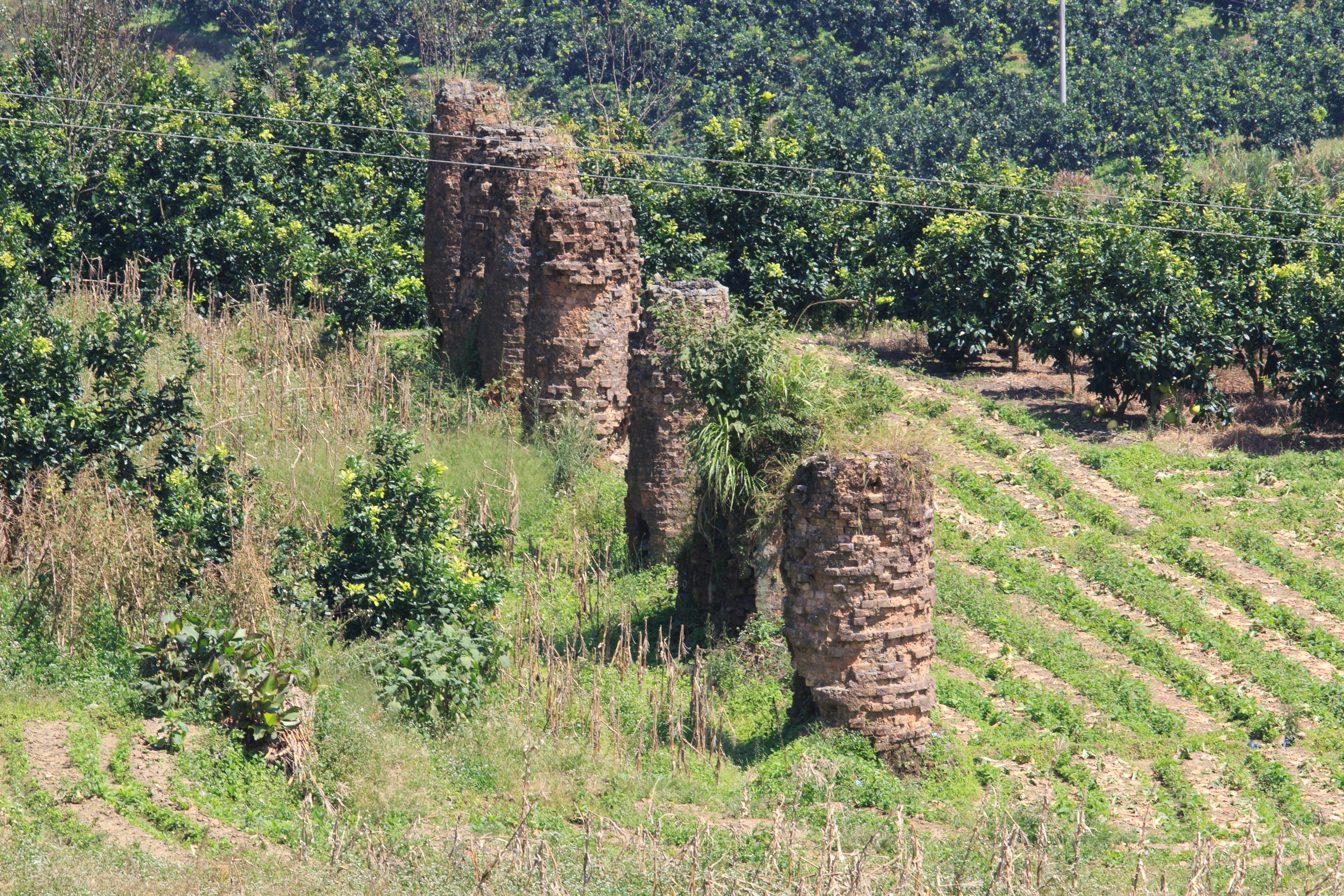